# Pierre Gravel (philosophe)
Pour les articles homonymes, voir Gravel et Pierre Gravel (homonymie).
Pierre Gravel, Ph.D., est un écrivain  et philosophe québécois d'expression française  né le 13 mars 1942, mort le 12 avril 2003 à Montréal.

## Éléments biographiques
Pierre Gravel a étudié à l'Université de Montréal et commencé sa carrière d'enseignant  à Accra (Ghana), où il enseigne deux ans (1963-1965) avant de  poursuivre ses études en France à l'Université d'Aix-Marseille. Il obtient un doctorat  en 1971 en présentant une  traduction commentée de David Hume. Revenu au Canada il enseigne au collège de Maisonneuve pendant deux ans et devient ensuite professeur de philosophie à l'Université de Montréal (Montréal) où il a enseigné de 1973 à 1998. En dialogue avec la pensée de Gérard Granel et de Michel Deguy, sa réflexion se situe au carrefour de nombreux courants de pensée et de disciplines: l'herméneutique, l’esthétique et l'histoire.
Il a écrit à Aix-en-Provence, en 1966 et 1967, un roman sur le mouvement souverainiste au Québec : A Perte de temps qui s'est mérité une recension par le journaliste Américain Pierre Honegger dans Time en tant que témoignage de premier plan sur les mouvances politiques du début des années 1960 : « lecture essentielle pour tous ceux qui essayent de comprendre la mentalité des jeunes extrémistes québécois ».
Pierre Gravel a contribué à l'essor de l'esthétique et de la philosophie de la littérature au Québec :  « l'esthétique, et sans doute est-ce encore là un trait spécifique au Québec philosophique, tient avec brio non seulement une place de premier plan, mais l'une des plus fertiles. Il faut dire, plus précisément, les « esthétiques » pour reprendre la formulation de Suzanne Foisy (Boulad-Ayoub et Klibansky, 1998, chap. 14) qui s'attache à ressaisir ce champ de réflexion, tout à fait neuf au Québec francophone, et fragmenté à l'extrême, à proportion, dirait on, de la richesse qu'il déploie. Pensons notamment aux travaux de Pierre Gravel et de Michaël La Chance ».
De 1974 à 1976, il fut président de la Société de Philosophie de Montréal.

## Publications
- 1969 : A Perte de temps, éditions Parti Pris/Anansi, Montréal/Toronto, 117 p.
- 1980 : Pour une logique du sujet tragique, Sophocle. Presses de l’université de Montréal, 196 p.  (ISBN 2-7606-0483-7)
- 1985 : D’un miroir et de quelques éclats, l’Hexagone, 177 p.  (ISBN 2-89006-231-7)
- 1986 : La Fin de l’histoire, l’Hexagone, 141 p.  (ISBN 2-89006-248-1)
- 1991 : Politiques, femmes, pouvoir : essai sur le théâtre de Jean Racine, VLB, 189 p.  (ISBN 2-89005-404-7)
- 1992 : L’Esthétique au plus haut. Essai sur l’analytique du beau de Kant. Cahiers UdeM Département de philosophie, 32 p.  (ISBN 2-921285-44-4)

## Traductions
- Aristote, La poétique ; suivi de, La comédie (Tractatus Coislinianus); traduction, présentation et notes de Pierre Gravel. (Montréal) : Éditions du Silence, 1995, 102 p.  (ISBN 2-920180-36-3)
- Sophocle, L'Antigone de Sophocle ; (introduction et traduction), Pierre Gravel ; (dessins), Serge Ouaknine, (Outremont) : Éditions du Silence, 1986, 72 p.  (ISBN 2920180126)

## Fonds d’archive
- Fonds Pierre Gravel - 1975-1985